# Prunella cretensis
Prunella cretensis là một loài thực vật có hoa trong họ Hoa môi. Loài này được Gand. miêu tả khoa học đầu tiên năm 1915 publ. 1916.